# 王豫修
王豫修，安徽省六安直隸州英山縣人，清朝政治人物。進士出身。
光緒二年（1876年），參加丙子恩科會試，得貢士第176名。殿試登進士2甲第144名。同年五月（6月3日），著分六部學習。